# Giovanni Attilio Arnolfini
Giovanni Attilio Arnolfini (Lucca, 15 ottobre 1733 – Lucca, 21 novembre 1791) è stato uno scrittore e idrologo italiano.

## Biografia
Partito per Roma dove finì gli studi di teologia e giurisprudenza, divenne poi  idrologo famoso del suo tempo. In seguito nel 1761 divenne magistrato, quindi sopraintendente alle acque e curò in particolare modo i fiumi vicino a Camaiore. Si racconta che, dopo aver esaminato molti progetti in merito, fece costruire un canale con il quale bonificò il tratto paludoso. Fu inoltre l'autore di notevoli lavori che riguardavano il Serchio e il Reno nel 1784 quando vi era Pio VI che gli offrì gli onori del caso. Successivamente fu chiamato in tutta Europa quando nobili e principesse avevano problemi legati ai fiumi nei loro possedimenti. Nel 1768 giunse a Terranova e fu incaricato dalla principessa Grimaldi di visitare i suoi feudi. Ospitato dai Celestini descriveva così il luogo:
(G. Attilio Arnolfini, Dissertazione sopra i feudi della Principessa di Gerace e altre note di viaggio nelle Calabrie nel 1768, con prefazione e note di Luigi Volpicella, Signoretta, Mileto, 1915 (ASC, a. 111-1915, n.3 e segg.))
Piacevole nel sentirlo dialogare, appassionato di musica in vita scrisse di politica, idrostatica, fisica e sui suoi lavori.
Nel novembre 1757 Arnolfini fu associato a Sebastiano Paoli nella direzione dell'edizione lucchese dell'Encyclopédie di Diderot e d’Alembert; l'edizione lucchese, in 17 volumi, più altri 11 volumi di tavole fu pubblicata dallo stampatore Vincenzo Giuntini, con la partecipazione di Ottaviano Diodati e Carlantonio Giuliani.

## Opere
- Del ristabilimento dell'Arte della seta e di altri economici oggetti della Città e Stato lucchese, 1767.
- Giornale di viaggio e quesiti sull'economia siciliana (1768), Caltanissetta-Roma, S. Sciascia, 1962.
- Dissertazione sopra i feudi della Principessa di Gerace ed altre note di viaggio nelle Calabrie nel 1768, prefazione e note di Luigi Volpicella, Mileto, Tip. A. Signoretta, 1915.
- Carteggi di Giovanni Attilio Arnolfini. Quarantaquattro lettere inedite di Girolamo De La Lande, Ruggiero Giuseppe Boscovich e Leonardo Ximenes, a cura di Gino Arrighi, Lucca, Azienda Grafica Lucchese, 1965.